# Stereonephthya osimaensis
Stereonephthya osimaensis is een zachte koraalsoort uit de familie Alcyoniidae. De koraalsoort komt uit het geslacht Stereonephthya. Stereonephthya osimaensis werd in 1954 voor het eerst wetenschappelijk beschreven door Utinomi. 